# Яра, Ярослав
Ярослав Яра (чеш. Jaroslav Jára; род. 21 февраля 1964, Пльзень) — чешский футбольный судья, арбитр ФИФА.

## Биография
Арбитр ФИФА с 1998 года. Помимо работы в чемпионате Чехии, отсудил две игры в высшей лиге России. 15 октября 2005 года в матче 26-го тура «Терек» — «Ростов» (2:3) показал две жёлтые карточки. 19 мая 2007 года в московском дерби между «Спартаком» и «Локомотивом» (1:2) показал 6 предупреждений (2 хозяевам и 4 гостям). Также обслуживал матчи еврокубков, в том числе провёл две игры на групповой стадии Лиги чемпионов между венским «Рапидом» и «Ювентусом» и между «Стяуа» и киевским «Динамо».
На международном уровне отсудил 10 матчей. Дебютировал 16 августа 2000 года в товарищеском матче между сборными Венгрии и Австрии. Также отсудил три отборочных встречи чемпионатов мира и три отборочных встречи чемпионатов Европы.
По состоянию на 2007 год, владел фабрикой, которая производит рамки для картин.